# Englands historie
England var beboet for mere end 800.000 år siden, som fund af flintredskaber og fodaftryk ved Happisburgh i Norfolk viser. De tidligste spor efter mennesker i Nordvesteuropa er en kæbeknogle, som blev fundet i Devon ved Kents Cavern i 1927. Den blev i 2011 dateret til at være mellem 41.000 og 44.000 år gammel. Faste bosættelser i England begyndte i slutningen af sidste istid for omkring 13.000 år siden, Creswelliankulturen. Området har mange rester fra mesolitikum, neolitikum og bronzealderen som Stonehenge og Avebury. Under jernalderen blev England som resten af Storbritannien syd for Firth of Forth beboet af keltere kaldet britere og nogle belgiske stammer (bl.a. Atrebates, Catuvellauni og Trinovanter) i sydøst. I år 43 e.Kr. begyndte den romerske erobring af Britannien, hvorefter Romerriget tog kontrol over provinsen Britannia til 400-tallet.
Enden på romersk herredømme i Storbritannien tillod Angelsaksisk bosættelse i Storbritannien. Det betragter historikere som grundlæggelsen af England, det engelske folk og begyndelsen på middelalderen. Angelsakserne, der var en blanding af germanske folkeslag grundlagde flere kongeriger, der var de primære magtfaktorer til nutidens England og dele af Sydskotland. De talte oldengelsk, der i stor udstrækning erstattede det tidligere britiske sprog. Angelsakserne bekrigede de britiske stater Wales, Cornwall og Hen Ogledd (oldnordisk; britannisktalende del af Nordengland og det sydlige Skotland) samt med hinanden. Vikingetogter blev almindelige fra omkring år 700, og Nordboerne bosatte sig i store dele af, hvad der i dag betegnes som England. I denne periode forsøgte flere uafhængige herskere at samle de forskellige angelsaksiske kongedømmer. Det ledte til kongeriget England i 900-tallet.
I 1066 invaderede og erobrede normannerne hele England. Det normanniske dynasti blev etableret af Vilhelm Erobreren, og det regerede over England i over et halvt århundrede til kriserne kaldet anarkiet (1135-1154). Efter anarkiet blev det Huset Plantagenet, et dynasti som senere arvede retten til Kongeriget Frankrig, som tog magten i England. En arvekrise i Frankrig førte til hundredårskrigen (1337–1453), der var en serie konflikter, som involverede ledende skikkelser i begge nationer. Efter hundredårskrigen blev England offer for borgerkrigen om arvefølgen. Under Rosekrigene kæmpede to grene af Plantagenet-familien mod hinanden: Huset York og Huset Lancaster. Henrik Tudor fra Huset Lancaster afsluttede rosekrigene og etablerede Tudordynastiet i 1485.
Under huset Tudor og det senere stuartdynasti blev England en stor kolonimagt. I Stuarternes tid blev den engelske borgerkrig udkæmpet. Den medførte henrettelsen af Charles 1. (1649) og flere republikanske regeringer: først en parlamentarisk republik kaldet Commonwealth of England (1649-1653) og derefter et militærdiktatur under Oliver Cromwell kendt som Protektoratet (1653-1659). I 1660 kom Stuartdynastiet tilbage til magten, selv om fortsatte diskussioner om religion og magt resulterede i afsættelsen af Stuart-kongen James 2. under the Glorious Revolution (1688). England, der havde erobret Wales i 1200-tallet, blev slået sammen med Skotland i 1707 og dannede en ny suveræn stat kaldet Kongeriget Storbritannien. Efter den industrielle revolution regerede Storbritannien over et verdensomspændende imperium, der er det største i historien. Efter afkoloniseringen i 1900-tallet, der hovedsagelig blev forårsaget af svækkelse af Storbritanniens magt efter de to verdenskrige, er stort set alle imperiets oversøiske områder i dag selvstændige lande. Den kulturelle påvirkning er dog fortsat i mange af dem.

## Forhistorie

### Stenalder
Tiden fra de første beboere i Storbritannien til den seneste istids maksimum kendes som ældre stenalder eller palæolitikum. Arkæologiske fund indikerer, at området, som i dag kaldes England, blev koloniseret af mennesker længe før resten af de britiske øer, fordi klimaet var mildere både under og imellem de forskellige istider. De tidligste tegn på mennesker er fra Happisburgh i Norfolk, hvor der er fundet de ældste menneskelige fodaftryk uden for Afrika, og de peger på, at der har været mennesker her for omkring 800.000 år siden. Den tidligste befolkning var jæger-samlere, der jagede vildt og samlede planter. Havniveauet var så lavt, at Storbritannien stadig var landfast med kontinentet, og varierende temperaturer i de mange årtusinder betød, at området ikke altid var beboet.
Den sidste istid sluttede omkring 10.000 f.Kr., og England har været befolket lige siden. Det er begyndelsen på den mellemste stenalder eller mesolitikum. Højere havoverflade gjorde, at Storbritannien blev afskåret fra kontinentet for sidste gang omkring 6500 f.Kr. Befolkningen var på denne tid stort set genus Homo, Homo sapiens sapiens, og arkæologiske fund indikerer, at samfundsstrukturen blev mere og mere kompleks, og de kunne manipulere deres omgivelser og bytte. Muligvis kunne de afbrænde skovområder for at lave rydninger til flokke af dyr, hvad gjorde det nemmere at jage. Simple langdistancevåben har været de primære jagtredskaber som kastespyd og muligvis slynger. Bue og pil var kendt fra omkring 9000 f.Kr.
Klimaet fortsatte med at blive varmere og det er sandsynligt, at befolkningstallet også steg.
Den nyeste stenalder eller neolitikum begyndte med landbrug importeret fra mellemøsten omkring 4000 f.Kr. Det er uvist, om de kom fra en stor folkevandring, eller om det var metoder, der blev lært af andre lande og bragt til Storbritannien. Folk begyndte at dyrke afgrøder og opdrætte dyr, og det førte til fastere bosættelser. Enorme gravhøje blev rejst over de døde, og flere blev lagt efter stjernehimlen og planeterne. Flintteknologi udviklede sig også, og der blev produceret en lang række kunstfærdige genstande. Der blev ryddet større mængder skov end tidligere for at gøre plads til marker og græsgange. Sweet Track i Somerset Levels er en af de ældste tømmerveje, der er fundet i Nordeuropa og en af de ældste veje i verden. Den er dendrokronologisk dateret til vinteren 3807–3806 f.Kr. og den antages at have haft religiøs betydning.

### Senere forhistorie
Bronzealderen begyndte omkring 2500 f.Kr., hvor de første bronzegenstande begyndte at dukke op i de arkæologiske fund. Det stemmer overens med fremkomsten af klokkebægerkulturen fra folkevandring eller ved kulturel assimilation, og det kan være en blanding af begge. I bronzealderen sker der et skift fra det et samfund uden direkte ledere, til at en stadig mere magtfuld elite begyndte at vinde frem med kontrol over værdifulde ressourcer, muligheden for at kunne omskabe tin og kobber til bronzegenstande med høj status som sværd og økse samt deres kunnen som jægere og krigere. Faste bosættelser blev stadig hyppigere og intensive. Mod slutningen af perioden findes adskillige eksempler på ekstremt fint metalarbejde, der er blevet fundet i depoter i floder. De er sandsynligvis endt her af rituelle årsager, og måske viser det et progressivt skift fra himlen til jorden, idet befolkningstilvæksten satte jorden under større pres og gjorde god jord mere værdifuld. England bliver også en del af det atlantiske handelssystem, som skabte en kulturel kontinuitet over store dele af Vesteuropa. Det er også muligt at de keltiske sprog udviklede eller spredte sig til England som en del af dette system. Ved slutningen af jernalderen findes er med sikkerhed beviser for, at de blev talt over hele Europa og i den vestlige del af Britannien.
Jernalderen begyndte omkring år 800 f.Kr. Det atlantiske handelssystem var kollapset (selv om England fortsat havde kontakt over Kanalen med Frankrig) i takt med, at Hallstattkulturen blev udbredt. Det overordnede billede af perioden tyder på, at der ikke har foregået en stor bevægelse af befolkningen, og der kendes kun en enkelt begravelse fra Hallstattkulturen i Storbritannien, og selv her er tegnene ikke 100 % sikre. Begravelser forsvinder tilsyneladende over hele landet, og det er muligt at man har fjernet kød og indvolde på afdøde. Voldsteder kendes siden bronzealderen, men et stort antal af dem blev opført fra 600 til 400 f.Kr., særligt mod syd. Efter omkring år 400 f.Kr. blev antallet af nye voldsteder dog reduceret betragteligt, og mange af dem blev beboet regelmæssigt, mens et mindre antal blev beboet meget intenst, hvad der indikere en regional centralisering. Det er omkring dette tidspunkt, at de først kilder på Britannien begyndte at optræde i forskellige annaler. Den første gang området nævnes er i Massaliote Periplus, en sejlmanual for købmænd, der antages at stamme fra 500-tallet f.Kr. Pytheas af Massilia skrev om sin rejse til øen omkring 325 f.Kr. Begge tekster er gået tabt, og på trods af at de er blevet citeret af senere forfattere, er der ikke nok til at hjælpe arkæologer.
Kontakten med kontinentet var generelt på et lavpunkt i bronzealderen, selv om den ikke har været uden betydning. Varer fra fastlandet blev fortsat transporteret til England i hele perioden, med en mulig pause fra 350-150 f.Kr. Der har været to invasioner. Omkring år 300 f.Kr. tyder meget på, at der har været en gruppe fra den galliske stamme parisii, der tog til East Yorkshire og etablerede en højtudviklet arraskultur, og fra omkring 150-100 f.Kr. har grupper af belgeaere taget kontrol over store dele af Sydengland. Disse invasioner har af et mindre antal mennesker, der har etableret sig som en krigerelite i det eksisterende system, frem for en etnisk udrensning. Den belgeaenske invasion var langt større end den pisiiske, men keramikfremstillingen ændrede sig ikke, og det viser, at den eksisterende befolkning ikke er flyttet. Det har alligevel medført socio-økonomiske ændringer. Pre-urbane og sågar urbane bosættelser (oppida) begyndte at overskygge de gamle voldsteder, og en ny elite, der baserede deres magt på dygtighed i kamp og evnen til at manipulere ressourcerne, blev etableret.
I 55 og 54 f.Kr. blev Storbritannien invaderet af Julius Cæsar som en del af hans kampagner i Gallien, og han proklamerede at have vundet flere sejre, på trods af at han aldrig kom længere ind i landet end Hertfordshire og ikke kunne etablere en romersk provins. Invasionen markerer dog stadig et vendepunkt for britisk historie. Kontrollen med handel og bevægelsen af ressourcer og værdifulde varer blev vigtigere end nogensinde for eliten i det sydlige Storbritannien. Da Rom kunne levere rigdom og protektorer, blev denne stat den største aktør. Det så ud til, at et sådant system ville resultere i en fuld invasion og slutteligt en annektering af området.

### Englændernes genetiske historie
Den romersk historiker Tacitus skrev i sin bog Agricola fra år 98, at variationen i de forskellige grupper af britere havde de samme karakteristika som folk fra kontinentet. Kaledoniere, indbyggerne i nutidens Skotland, havde rødt hår og store lemmer, hvilket for Tacitus indikerede germansk oprindelse, Silures i nytidens Sydwales var mørklødede med krøllet hår, hvilket tyder på forbindelse til folk fra Iberien i den romerske provins Hispania i det, som i dag er Portugal og Spanien; og briterne tættest på gallerne på fastlandet mindede om gallerne. Nogle arkæologer og genetikere har modsagt den udbredte antagelse , at de invaderende angelsakserne udryddede de indfødte briter i England, og peger på, at en mindre bevægelse af mennesker har bragt nyt sprog og kultur til de indfødte, som langsomt blev assimileret med.
Der er fortsat debat om ophavet til befolkningen på de britiske øer. I 2003 var Bryan Sykes og i 2006 Stephen Oppenheimer fortalere for ideen om at øerne havde været beboet kontinuerligt siden mesolitikum med stor tilskud fra øst under neolitikum. Siden er der blevet stillet spørgsmålstegn ved disse teorier, da forskere har peget på, at de haplotyper som Sykes og Oppenheimer associere med Spanien i sidste ende kommer fra Lilleasien. Det er muligvis mere konsistent med en form for neolitisk udryddelse, men det er dog umuligt at datere denne genbevægelse. Andre teorier har foreslået, at der har været en langt større tilgang af nye gener i den tidlige bronzealder, end man tidligere har antaget. Forskere fra University College of London har udført genetiske test, der bekræfter den biologiske forskel på englændere og walisere, hvor generne i den indfødte engelske befolknings DNA har meget til fælles med den, som findes i andre germanske dele af Nordeuropa, hvilket kan spores i Y-kromosomerne.

## Romersk Britannien
Efter Cæsars ekspeditioner begyndte romerne deres egentlige forsøg på at erobre Storbritannien i år 43 på vegne af kejser Claudius. De gik i land i Kent, hvor de besejrede to hære anført af kongerne af Catuvellauni-stammen, Caratacus og Togodumnus i slaget ved Medway og Themsen. Togodumnus blev dræbt og Caratacus flygtede til Wales. Romerne ledet af Aulus Plautius stoppede, da Plautius sendte bud efter Claudius for at afslutte kampagnen. Da Claudius ankom førte han det sidste felttog mod Catuvellaunis hovedstad ved Camulodunum (det moderne Colchester), før han vendte tilbage til Rom og sin triumf. Catuvellaunistammen herskede på dette tidspunkt over det meste af det sydøstlige England: 11 høvdinger overgav sig, en række kongedømme blev etableret og resten blev en romersk provins med Camulodunum som hovedstad. Over de næste fire år blev territorierne konsolideret og den fremtidige kejser Vespasian ledte en kampagne i sydvest, hvor han underlagde sig endnu to stammer. I 54 var grænsen blevet skubbet helt tilbage til Severn og Trent, og der var kampagner undervejs, der ville underlægge sig Nordengland og Wales. I år 60 gjorde stammer oprør mod romerne under krigerdronningen Boudicca. Camulodunum blev brændt ned ligesom Londinium og Verulamium, og der er arkæologiske tegn på, at det samme skete for Winchester. Den anden Legion Augusta, der var udstationeret ved Exeter, nægtede at flytte sig af frygt for et oprør blandt de lokale. Guvernøren, Suetonius Paulinus, kom tilbage fra sin kampagne i Wales for at møde Boudicca i kamp. Der var store kampe ved Watling Street, og Boudicca led et stort nederlag. Provinsen blev pacificeret.
I løbet af de næste 20 år blev grænserne kun udvidet lidt, men under guvernøren Agricola kom de sidste uafhængige småområder i Wales og Nordengland endeligt med i den romerske provins. Han ledte også kampagner i Skotland, men disse erobringer blev tilbagekaldt af kejser Domitian, og grænserne blev gradvist endelige langs en linje ved Stanegate i Nordengland. Hadrians mur blev bygget langs denne linje i 138; bortset fra en antal forposter i Skotland blev dette den nye grænse. Romerne og deres kultur var kommet for at blive; i de næste 350 års herredømme over England blev romernes tilstedeværelse forankret i landskabet.

## Angelsaksisk invasion
I kølvandet på at romerne forlod Storbritannien i midten af 400-tallet, blev det nuværende England gradvist befolket af germanske grupper. Under en samlet betegnelse kaldes de "angelsaksere", og de bestod af anglere og saksere fra det nu dansk/tyske grænselandeområde og jyder. Hele området blev omtalt som "Hwicce" og bebyggelserne i syd blev kaldt Gewisse. Slaget ved Deorham var et vigtigt. Det etablerede den angelsaksiske styre i 577. Der havde været saksiske lejetropper i Storbritannien siden slutningen af romernes tid, men de fleste fra denne befolkningsgruppe antages at være kommet til efter 400-tallet. Invasionernes præcise omfang og type er ikke fuldt klarlagt, og der er tvivl om værdien i de historiske beretninger, som følge af manglende arkæologisk materiale. Gildas Sapiens’ De Excidio et Conquestu Britanniae, der er nedskrevet i 500-tallet, påstår at da den romerske hær forlod Britannien i 300-tallet, blev de indfødte briter invaderet af deres naboer pikterne fra nord (det nuværende Skotland) og scotierne (fra det nuværende Irland). Briterne inviterede herefter sakserne til øen i håb om at stoppe de invaderende hære. Til deres forfærdelse vendte sakserne sig mod briterne efter de havde besejret scotierne og pikterne.
Der tales om syv kongedømmer, der blev etableret af disse saksiske emigranter. Tre lå sammen i sydøst: Sussex, Kent og Essex. Midlands blev domineret af kongerigerne Mercia og East Anglia. Monarkerne af Mercias slægt gik helt tilbage til begyndelsen af 500-tallet. Mod nord var Northumbria som bestod af to tidligere kongeriger, Bernicia og Deira. Disse kongeriger udviklede sig, og blev til sidst domineret af Northumbria i 600-tallet, Mercia i 700-tallet og Wessex i 800-tallet. Kongeriget Northumbria udvidede sin kontrol mod nord ind i Skotland og mod vest ind i Wales. Det underlagde sig også Mercia, hvis første magtfulde konge, Penda, blev dræbt af Oswy i 655. Northumbrias magt begyndte at aftage efter 685 med deres konge Aegfriths nederlag og død forårsaget af pikterne. Mercias magt nåede sit højdepunkt under Offas regeringstid, som i 785 havde indflydelse over det meste af angelsaksisk England. Fra Offas død i 796 blev Wessex overherredømme under Egbert etableret. Han udvidede sin kontrol mod vest ind i Cornwall inden han besejrede Marcia under slaget ved Ellendun i 825. Fire år senere underkastede Northumbrias konge, Eanred, sig også Wessex.
Rækkefølgen på begivenheder i 400- og 500-tallet er særligt svære at verificere, da de er fyldt med en blanding af mytologi som Hengist og Horsa og legender, som om Sankt Germanus' såkaldte "Alleluiasejr" over hedningerne og halvdokumenterede historier som uddrag af Ambrosius Aurelianus og Kong Arthur. Antagelsen om at sakserne simpelthen udryddede eller fordrev de indfødte briter fra England er blevet modbevist af flere arkæologer siden 2000'erne. Under alle omstændigheder spredte angelsakserne og de saksificerede britere sig gradvist til hele England via en kombination af militære erobringer og kulturel assimilering, indtil der i 700-tallet var opstået en form for England.

## Heptarkiet og kristendom
Kristendommens indførelse i angelsaksisk England begyndte omkring år 600, hvor den var påvirket af keltisk kristendom fra nordvest og den romerskkatolske kirke fra sydøst. Augustin, den første ærkebiskop af Canterbury, påbegyndte sit hverv i 597. I 601 døbte han den første angelsaksiske konge, Æthelbert af Kent. Den sidste hedenske angelsaksiske konge, Penda af Mercia, døde i 655. Den sidste hedenske jydske konge, Arwald på Isle of Wight, blev dræbt i 686. Den angelsaksiske missionering på kontinentet tog fart i 700-tallet, hvilket medførte, at kristendommen i praksis var udbredt i hele Frankerriget omkring år 800.
I løbet af 600- og 700-tallet gik magten på skift imellem de store kongeriger. Beda skriver, at Æthelbert af Kent var den dominerende konge ved udgangen af 500-tallet, men magten synes at være gået nordpå til Northumbria, der var blevet dannet ved sammenlægningen af Bernicia og Deira. Edwin af Northumbria havde sandsynligvis magten over store dele af Britannien, selvom Bedas forkærlighed for Northumbria skal holdes for øje, når man tolker hans tekst. Arvekriser betød, at Northumbrias hegemoni ikke var konstant, og Mercia forblev et magtfuldt kongerige særligt under Penda. To nederlag gjorde ende på Nortumbrias dominans: Slaget ved Trent i 679 mod Mercia og slaget ved Nechtanesmere i 685 mod pikterne.
Det "mercianske overherredømme" dominerede i 700-tallet, men det var ikke konstant. Æthelbald og Offa, de to mest magtfulde konger, fik høj status, og Offa blev overvejet som en potentiel overherre for den sydlige del af Storbritannien af Karl den Store. Offa kunne skaffe mænd og ressourcer til opførslen af Offa's Dyke, der går langs grænsen til Wales, hvilket viser hans magt. Wessex blev langsomt et stærkere kongerige, og udfordringer fra mindre kongeriger gjorde, at Mercias magt blev holdt tilbage, og i begyndelsen af 800-tallet var det Mercias overherredømme slut.
Denne periode er blevet beskrevet som Heptarkiet, selv om termen ikke længere bruges i universitetskredse. Ordet blev skabt på basis af de syv kongeriger Kongeriget Northumbria, Mercia, Kent, East Anglia, Essex, Sussex og Wessex, der var de syv dominerende kongeriger. Der var også andre kongeriger der var politisk vigtige i perioden og de inkluderede Hwicce, Magonsaete, Lindsey og Middle Anglia.

## Vikinger og Wessex' voksende magt
Første gang der berettes om vikinger i England i er 787 i Dorsetshire på sydvestkysten. Det første større angreb i Storbritannien var i 793 på Lindisfarne kloster, og det blev beskrevet i den Angelsaksiske Krønike. På dette tidspunkt var vikingerne dog efter al sandsynlighed veletablerede på Orkney og Shetlandsøerne, og der er givetvis foregået mange tidligere vikingetogter inden da, som der bare ikke findes kilder på. Det første vikingeangreb på Iona forgik ifølge kilderne i 794. Vikingernes ankomst (særligt den danske Store Hedenske Hær) ændrede den politiske og sociale geografi i Storbritannien og Irland. I 867 blev Kongeriget Northumbria erobret af de danske vikinger, og Kongeriget East Anglia blev erobret i 869. Selvom Wessex formåede at afværge vikingerne under slaget ved Ashdown i 871, så ankom en ny hær, hvilket gjorde at sakserne var i forsvarsposition. På nogenlunde samme tid døde Wessex' konge,Æthelred, og han blev efterfulgt af sin yngre bror Alfred. Alfred blev straks efter konfronteret med opgaven med at forsvare Wessex mod danerne. Han brugte de første fem år af sin regeringstid på at forsvare sit kongerige mod dem. I 878 blev Alfreds tropper overfaldet ved Chippenham i et overraskelsesangreb.
Det var først, da Wessex uafhængighed hang i en tynd tråd, at han viste sig som en stor konge. I maj 878 ledte han sine tropper til sejr over vikingerne under slaget ved Edington. Sejren var så stor, at den danske leder Gorm den Gamle (på engelsk Guthrum), blev tvunget til at lade sig døbe og trække sig ud af Mercia. Alfred begyndte herefter at forstærke Wessex' forsvar, og fik bygget en ny flåde på 60 skibe. Hans succes bragte Wessex og Mercia flere år med fred og en økonomisk genopbygning i de plyndrede områder.
Alfreds succes blev vedligeholdt af hans søn Edward, hvis store sejre over danerne i East Anglia i 910 og 911 blev fulgt op af en knusende sejr under slaget ved Tempsford i 917. Disse sejre tillod at Edward fuldt inkorporerede Mercia i sit kongerige, og han tilføjede East Anglia efter sin erobring. Edward begyndte herefter at styrke de nordlige grænser mod det danske kongerige i Northumbria. Edwards hurtige erobring af de engelske kongeriger betød, at Wessex fik betaling fra de kongerige, der fortsat eksisterede, inklusive Gwynedd i Wales og Skotland. Hans dominans blev yderligere forstærket af hans søn Æthelstan, der flyttede Wessex' grænser mod nord ved i 917 at besejre Kongeriget York, og han ledte en invasion mod Skotland både via land og havet. Disse erboringer gjorde, at han tog titlen som "konge over englænderne" for første gang.
Englands dominans og uafhængighed blev fastholdt af de følgende konger. Det var ikke før 978 og kroningen af Ethelred 2. den Rådvilde, at den danske trussel atter blev aktuel. To magtfulde danske konger (Harald Blåtand og senere hans søn Svend Tveskæg) begge startede ødelæggende invasioner af England. De angelsaksiske tropper led et stort nederlag under slaget ved Maldon i 991. Flere danske angreb fulgte, og deres sejre var talrige. Æthelreds kontrol over adelsfolkene blev mindre, og han blev mere og mere desperat. Hans løsning blev at betale danerne; i omkring 20 år betalte han stadigt større summer til den danske adel, i et forsøg på at holde dem væk fra Englands kyster. Pengene blev kendt som danegæld, og betalingerne begyndte at lamme den engelske økonomi, og til sidst blev de for dyre at betale.
Æthelred indgik derfor en alliance med Normandiet i 1001 ved at gifte sig med hertugens datter, Emma, i håb om at styrke England. I 1002 begik han den store fejl at beordre en massakre på alle daner i England, hvilket fik voldsomme konsekvenser. Det gjorde Svend Tveskæg vred, og han indledte et årti med ødelæggende angreb på England. Nordengland, der havde en stor dansk befolkning, var på Svend Tveskægs side. I 1013 blev både London, Oxford og Winchester erobret af danerne. Æthelred flygtede til Normandiet, og Svend tog tronen. Han døde dog pludseligt i 1014, og Æthelred vendte tilbage til England, hvor han blev konfronteret med Svends efterfølger Knud. I 1016 døde også Æthelred pludseligt, hvorefter Knud hurtigt overvandt de resterende saksere, og han dræbte Æthelreds søn Edmund. Knud tog tronen og kronede sig selv som konge over England, der blev en del af Nordsøimperiet.

## England samles
Alfred af Wessex døde i 899 og blev fulgt af Edward af Wessex. Edward og hans svoger Æthelred af (hvad der var tilbage af) Mercia begyndte at ekspandere og opførte fæstninger og byer. Ved Æthelreds død regerede hans kone (Edwards søster) som "Lady of the Mercians" og fortsatte ekspansionen. Tilsyneladende fik Edward opfostret sin søn Æthelstan ved Mercias hof, og ved Edvards død overtog Athelstan tronen i Mercia, og efter noget usikkerhed også i Wessex.
Æthelstan fortsatte ekspansionen efter sin far og tante, og han blev den første konge, der opnåede direkte herredømme over det område, som i dag kaldes England. De titler, som han fik i chartrer og på mønter antyder at han havde magt over et endnu større område.
Hans ekspansion blev ikke godt modtaget af de andre kongeriger i Storbritannien, og han besejrede en kombineret skotsk-vikingehær under slaget ved Brunanburh. Foreningen af England var dog ikke sikker. Under Æthelstans efterfølgere Edmund og Edred blev Northumbria gentagne gange tabt og vundet tilbage af de engelske konger. Da Edgar af England fik magten, konsoliderede han et område, der havde samme udstrækning som under Athelstan, og riget forblev herefter samlet.

## England under danerne og den normanniske erobring
Nye skandinaviske angreb på England begyndte mod slutningen af 900-tallet. Ethelred regerede længe men mistede sit kongerige til Svend af Danmark, selv om han tog riget igen ved Svends død. Ethelreds søn, Edmund Jernside, døde kort efter, hvilket gjorde det muligt for Svends søn Knud at blive konge over England, efter en erobring i 1016. Under hans styre blev kongeriget centrum for et imperium, der også gjaldt Danmark og Norge.
Knud blev fulgt af sine sønner, men i 1042 blev det oprindelige dynasti genoprettet ved kroningen af Edvard Bekenderen. Han efterlod ingen arving. Det resulterede i store konflikter om, hvem der skulle have tronen ved hans død i 1066. Hans magtkampe med Godwin af Wessex, Knuds skandinaviske efterkommere og normannernes ambitioner, som Edvard introducerede i britisk politik, for at styrke sin egen position, resulterede i, at der blev kæmpet om kontrollen af Edvards rige.
Harold Godvinson blev konge, sandsynligvis udpeget af Edvard Bekenderen på hans dødsleje, og godkendt af Witenagemot.
Vilhelm Erobreren, Harald Hårderåde (hjulpet af Harold Godvinson bror Tostig) og Svend Estridsen forsøgte alle at tage tronen. Edgar Ætheling havde den største ret til tronen, men han var ganske ung, og manglede magtfulde støtter, hvilket gjorde, at han kom ikke i betragtning som konge, og han spillede ikke en stor rolle i magtkampene i 1066, selvom han blev gjort konge for en kort stund af Witan efter Harold Godvinsons død.
I september 1066 ankom Harald Hårderåde til Nordengland med en styrke på omkring 15.000 mænd og 300 langskibe (50 mand i hvert). Sammen med sig havde han jarl Tostig, der havde lovet at støtte ham. Harold Godwinson besejrede og dræbte Harald Hårderåde og Tostig og den norske hær under slaget ved Stamford Bridge.
Den 28. september i 1066 invaderede Vilhelm Erobreren med en styrke af normannere i et felttog kendt som den Normanniske erobring af England. Den 14. oktober kæmpede Harold mod normannerne efter han havde marcheret hele vejen fra Yorkshire efter slaget ved Hastings, hvor den engelske hær blev besejret og Harold blev dræbt. Det styrkede Vilhelm yderligere, at Edgar Æthelings støtte snart gik i sig selv, og Vilhelm blev kronet som konge over England juledag 1066. I de næste fem år mødte han en serie engelske oprør i forskellige dele af landet og en halvhjertet dansk invasion, men han formåede at slå modstanden til side, og han etablerede et varigt regime.

## Normannisk England
Den normanniske erobring ledte til en stor ændring i Englands historie. Vilhelm beordrede fremstillingen af Domesday Book, der var en oversigt over hele befolkningen, deres land og deres ejendom til skatteformål, som afslørede at den herskende engelske klasse var blevet fordrevet og erstattet af normannere allerede 20 år efter erobringen. Normannerne monopoliserede alle de ledende stillinger i regeringen og i kirken. Vilhelm og hans adelige talte og styrede domstole på normannisk fransk i både England og Frankrig. Brugen af den angelnormanniske sprog, der blive brugt af aristokratiet, forsatte i århundreder og efterlod et uudsletteligt mærke på engelske sprog.
Efter at være blevet kronet på juledag i 1066 begyndte Vilhelm straks at konsolidere sin magt. I 1067 blev han mødt med oprør alle steder, og han brugte fire år på systematisk at knuse dem. Han fortsatte med at vise sin overlegenhed over Skotland og Wales ved at tvinge dem til at anerkende ham som overherre.
Den engelske middelalder var karakteriseret ved borgerkrig, international krig, lejlighedsvis genopbygning og udbredte politiske intriger blandt aristokratiet og den kongelige elite. England var mere end selvforsynende med korn, mejeriprodukter, oksekød og lam. Landets internationale økonomi blev baseret på handel med uld, hvor uld fra får på overdrev i det nordlige England blev eksporteret til tekstilbyer i Flandern, hvor det blev forarbejdet om til klædestof. Udenrigspolitikken i middelalderen blev i høj grad formet af forholdende til den flamske tekstilindustri, som var et dynastisk eventyr i det vestlige Frankrig. Der blev etableret en engelsk tekstilindustri i 1400-tallet, der gav grobund for en hurtig engelsk akkumulation af store mængder kapital.
Henrik 1., der var den fjerde søn af Vilhelm Erobreren, fulgte sin ældre bror Vilhelm 2. som Konge af England i 1100. Han var også kendt som "Henry Beauclerc" (som følge af han uddannelse, da hans ældre bror Vilhelm stod første i arverækken og derfor fik den praktiske træning til at overtage hvervet som konge, og Henrik fik derfor en alternativ, formel uddannelse), og han arbejdede hårdt for at reformere og stabilisere landet, og udglatte forskellen mellem angelsaksiske og angelnormanniske samfund. Tabet af hans søn, William Adelin, ved forliset af White Ship i november 1120, underminerede hans reformer. Problemet om arvefølgende kastede lange skygger over den efterfølgende engelske historie.
Henrik 1. havde krævet, at de ledende baroner, gejstlige og embedsmænd i Normandiet og England svor en ed til at acceptere Matilda (også kendt som kejserinde Maud, Henrik 1.'s datter) som sin arving. England var bestemt ikke glad for at acceptere en udefrakommende, og en kvinde, som deres hersker.
Der er tegn på, at Henrik var usikker om sine egne planer og eden om at gøre Matilda til sin arving. Henrik håbede sandsynligvis på, at Matilda ville få en søn og træde til side som dronningemoder, hvorved hendes søn kunne blive den næste arving. Ved Henriks død ignorerede de normanniske og engelske baroner Matildas krav på tronen, og efter en række beslutninger blev det i stedet Henriks yndlingsnevø, Stefan, der blev deres ny hersker.
Den 22. december 1135 blev Stefan kronet med støtte fra kirke og nationen. Matilda og hendes søn stod direkte i linje til at arve titlen efter Henrik 1., men hun var i Frankrig. Den følgende borgerkrig 1139-1153 blev kendt som anarkiet. I efteråret 1139 invaderede Matilda England med sin uægte halvbror Robert af Gloucester. Hendes mand, Geoffroy 5. af Anjou, erobrede Normandiet, men krydsede ikke kanalen for at hjælpe sin hustru, da han var tilfreds med at have Normandiet og Anjou. Under centralautoritetens sammenbrud opførte adelen en lang række adulterine castles (borge der blev opført uden regeringens tilladelse).
Stefan blev taget til fange, og hans regering gik i opløsning. Matilda udnævnte sig selv til dronning, men kom snart på kant med sine undersåtter, og hun blev udvist af London. Der fulgte en tid med genopbygning og borgerkriger, der fortsatte til 1148, hvor Matilda vendte tilbage til Frankrig. Stefan regerede stort set uden modstand frem til sin død i 1154, selv om hans greb om tronen stadig var usikker. Så snart han fik magten igen, begyndte han på nedrivningen af de borge, som adelen havde opført, og som var hadet af bønderne, da de var blevet tvunget til at hjælpe med at bygge og vedligeholde dem. Stefan beholdt nogle få borge, hvilket gjorde ham upopulær hos hans arving. Under Stefans tid som konge skiftede magten i høj grad over til baronerne, da borgerkrig og lovløshed brød ud. I et forsøg på at berolige de skotske og walisiske plyndringstogter, overdrog han store landområder til dem.

## England under Plantagenets
Kejserinde Matilda og Geoffroys søn, Henry, vendte tilbage; han var allerede greve af Anjou, hertug af Normandiet og hertug af Aquitaine, da han ankom til England. Da Stefens søn og arving Eustace døde i 1153, indgik kongen en aftale med Henrik af Anjou (der senere blev kong Henrik 2.) om, at han skulle efterfølge Stefan, og freden imellem de to var sikret. England var en del af en større sammenslutning, som i retrospekt er blevet navngivet Angevinriget. Henrik rev de ulovlige borge ned, og han udvidede sin magt på forskellige måde over Irland, Skotland, Wales, Flandern, Nantes, Bretagne, Quercy, Toulouse, Bourges og Auvergne.
Under Henriks 2.s tid på tronen kom magten tilbage fra baronierne til kongestaten i England. Der skete også en omfordeling af den lovgivende magt fra kirken til kongen. Perioden varslede også en egentligt skift ved oprettelsen af lovgivning og et radikalt skift væk fra feudalisme. Hans magt over det nye angelangevinske og angel-aquitanianske aristokrati udviklede sig på samme måde som det angelnormanniske, og de normanniske interagerede med deres franske ligemænd.
Henriks efterfølger, Richard 1. (Richard Løvehjerte også kendt som "Den fraværende konge"), blev travlt optaget af udenlandske krige, og han deltog i det tredje korstog, hvor han blev taget til fange og vendte tilbage mod og sværge troskab til Det tysk-romerske Rige som en del af sin løsesum og forsvare de franske områder mod Filip 2. af Frankrig. Efterfølgeren, hans yngre bror Johan, tabte mange af disse områder inklusive Normandiet efter det katastrofale slag ved Bouvines i 1214, på trods af at han i 1212 havde fået Kongeriget England til at betale til paven i Rom og genetablerede dets uafhængighed.
Fra 1212 havde Johan en konstant politik om at opretholde nære relationer med paven, hvilket til dels kan forklare, at paven erklærede Magna Carta ugyldigt.

### Magna Carta
Under hans styre gjorde en kombination er højere skatter, mislykkede krige og konflikter med paven at kong Johan blev upopulær blandt sine baroner, og i 1215 besluttede nogle af de vigtigste og mest magtfulde at gøre oprør mod ham. Han mødtes med deres leder sammen med deres franske og skotske allierede ved Runnymede, nær London den 15. juni 1215 for at underskrive Magna Carta, der indførte juridiske begrænsninger af kongens personlige magt. Da han havde underskrevet under tvang, fik Johan tilladelse fra paven til, at han kunne bryde aftalen, så snart ufreden var ophørt, og dette ledte til den første baronkrig, og prins Ludvig af Frankrig blev inviteret til at invadere landet. De fleste af de engelske baroner havde inviteret ham til at erstatte Johan på tronen, og udnævnte ham som konge i London i maj 1216. Johan rejste rundt i landet for at kæmpe mod oprørstropperne, og han ledte bl.a. en to måneders belejring mod Rochester Castle, hvor oprørerne holdt til.
Johans søn, Henrik 3., var kun 9 år gammel, da han blev udråbt som konge (1216–1272). Han brugte meget af sit styre på at kæmpe med baronerne over Magna Carta og de kongelige rettigheder, og han blev til sidst tvunget til at indkalde til det første "parlament" i 1264. Han mislykkedes også kontinentet, hvor han forsøgte at genetablere engelsk kontrol over Normandiet, Anjou og Aquitaine.
Hans regeringstid var præget af mange oprør og borgerkrige, der ofte var fremprovokeret af inkompetence og dårlig ledelse i regeringen, og Henrik blev opfattet som stor tilhænger af det franske hof, hvilket begrænsede den engelske adels indflydelse. En af disse oprørere, der blev ledet af en forurettet hofmand, Simon de Montfort, er kendt for samlingen af et af de tidligste forstadier til det britiske parlament. Udover at kæmpe under den anden baronkrig, førte Henrik 3. krig mod Ludvig den Hellige, og blev besejret i Saintongekrigen, men Ludvig udnyttede ikke sin sejr, da han respekterede sin modstanders rettigheder.

## 1300-tallet
Edvard 1.'s styre (regerede fra 1272-1307) var mere succesfuldt. Edvard udskrev flere love, der styrkede hans regerings magt, og han indkaldte til det første officielle engelske parlament (som bl.a. hans Model Parliament). Han erobrede af Wales og forsøgte at udnytte en arvestrid til at få kontrol over Kongeriget Skotland, men dette udviklede sig dog til en bekostelig og langtrukken militærkampagne.
Hans søn, Edvard 2., viste sig at være en katastrofe. Han var en svag hersker, der foretrak stråtækning og grøftegravning frem for ridderturnering, jagt eller anden underholdning, som kongerne på denne tid begav sig af med. Han brugte det meste af sit styre på forgæves at styre adelen, der var fjendtligt indstillet overfor ham. Imens begyndte den skotske leder Robert Bruce at generobre det territorium, som Edvard 1. havde taget fra skotterne. I 1314 led den engelske hær et katastrofalt nederlag mod skotterne under slaget ved Bannockburn. Edvard gav også store gaver til sin ven Piers Gaveston, der var en ridder født til ringe kår. Det har været bredt antaget, at Edvard var homoseksuel som følge af sit tætte venskab med Gaveston, men der er ingen konkrete beviser for dette. Kongens fjender, der bl.a. talte hans fætter Thomas af Lancaster, fangede og myrdede Gaveston i 1312.
Edvards endeligt kom i 1326, da hans hustru, dronning Isabella, rejste tilbage til Frankrig for sammen med sin elsker, Roger Mortimer, at invadere England. På trods af deres relativt lille hær skaffede de sig hurtigt mange støtter til deres sag. Kongen flygtede til London, og hans ven efter Gavestons død, Hugh Despenser, fik en offentlig rettergang og henrettelse. Edvard blev til sidst fanget og anklaget for at have brudt sin kroningsed. Han blev afsat og sad herefter i fængsel i Gloucestershire indtil han blev myrdet engang i efteråret 1327, sandsynligvis af en af Isabella og Mortimers agenter.
Millioner af folk i Nordeuropa døde under den store hungersnød 1315–1317. I England døde omkring en halv million mennesker, hvilket svarede til mere end 10 % af befolkningen.
Edvard 3., søn af Edvard 2., blev kronet i en alder af 14 år med sin mor og hendes konsort Roger Mortimer. I en alder af 17 år ledte han et succesfuldt kup mod Mortimer, der var de facto leder af landet, og han begyndte sit personlige styre. Edvard 3. regerede fra 1327-1377, og han formåede at genopbygge den kongelige autoritet samt at omdanne Kongeriget England til den mest effektive militærmagt i Europa. Under hans styre var der en vigtig udvikling i lovgivning og regering - og særligt i udviklingen af det engelske parlament - samt pestens hærgen. Efter at have besejret men ikke underlagt sig Skotland, erklærede han sig som den retmæssige arving til den franske trone i 1338, men hans krav blev afvist som følge af den saliske lov. Dette startede den konflikt, som senere blev kendt som hundredårskrigen. Efter nogle begyndende vanskeligheder gik krigen exceptionelt godt for England; sejre ved Crécy og Poitiers ledte til den meget favorable Brétignyfred. Edvards senere år blev dog præget af internationale fiaskoer og interne stridigheder på hjemmefronten, hvilket for en stor dels vedkommende var et resultat af hans inaktivitet og dårlige helbred.
I 1373 underskrev England en alliance med kongeriget Portugal, hvilket af mange hævdes at være den ældste alliance i verden, som stadig står ved kraft.
I 1381 udbrød et bondeoprør, der blev ledet af Wat Tyler, i store dele af England. Det blev slået ned af Richard 2., med omkring 1.500 døde oprørere til følge.

### Pesten
Pesten, der var en epidemi af byldepest, der spredte sig over hele Europa, kom til England i 1348 og dræbte op mod en tredjedel af befolkningen. Militærkonflikter var normale mod walisere, skotter, irer og hundredårskrigen mod Frankrig og deres skotske allierede. De vigtigste engelske sejre under krigen var Crécy og Agincourt. Den oprørske walisiske fyrste, Owain Glyndwr, tabte i 1412 til prins Henrik (som senere blev Henrik 5.). Det var walisernes sidste store bevæbnede forsøg på at gøre sig fri af det engelske overherredømme.
Edvard 3. gav jord til magtfulde adelsfamilier, mange i den kongelige arvefølge. Da landområder var det samme som magt, kunne de magtfulde mænd gøre krav på kronen. Richard 2.s autokratiske og arrogante metoder tjente kun til at fremmedgøre adelen yderligere, og hans voldsomme fordrivelse af Henrik 4. i 1399 øgede uroen.
Kong Henrik 5. brugte megen tid på at forsvare sig mod komplotter, oprør og mordforsøg.
Oprørene fortsatte igennem de første ti år af hans styre. Både Glyndwroprøret, hvor Glyndwr udråbte sig selv som prins af Wales i 1400, og Henry Percys oprør. Kongens held til at slå disse oprør ned, skyldtes til dels hans ældste søn Henry af Monmouth. Han blev konge, men fik allerede meget af magten fra sin fader i 1410.

## 1400-tallet – Henrik 5. og Rosekrigene
Henrik 5. overtog tronen i 1413. Han fornyede fjendtlighederne med Frankrig og begyndte en række militærkampagner, der i dag bliver betragtet som en ny fase i hundredårskrigen, som bliver kaldt lancasterkrigen. Han vandt flere vigtige sejre over Frankrig som slaget ved Agincourt. Ved freden i Troyes fik Henrik 5. magt til at overtage tronen efter regenten, Karl 6. af Frankrig. Fredsaftalen bestemte også, at han kunne gifte sig med Karl 6.'s datter, Catherine of Valois. De blev gift i 1421, men Henrik døde allerede året efter af dysenteri. Det lod flere hans storstilede planer uforløste som planen om blive konge over Frankrig og at lede et nyt korstog for at tage Jerusalem tilbage fra muslimerne.
Henriks søn, Henrik 6., blev som spæd konge i 1422. I hans regeringstid var der konstant uro, som følge af hans politiske svaghed. Mens han voksede op, blev England regeret af Regency Government of England 1422–37.
Regency Council forsøgte at få indsat Henrik 6. som konge i Frankrig, som det var blevet foreskrevet i freden i Troyes, der var blevet underskrevet af hans fader, og der blev sendt engelske tropper afsted for at overtage områder af Frankrig. I første omgang så manøvren ud til at virke som følge af kong Karl 6.'s søns dårlige politiske situation, efter han havde erklæret sig som Karl 7. af Frankrig. I 1429 begyndte Jeanne d'Arc at lede en fransk militærindsats for at forhindre englænderne i at få kontrol over landet. Med hendes hjælp fik de franske styrker skubbet de engelske tilbage, og de fik kontrollen over franske territorier tilbage.
I 1437 blev Henrik 6. myndig, og han begyndte at regere aktivt som konge. I et forsøg på at skabe fred giftede han sig med en fransk adelskvinde, Margaret af Anjou i 1445, som aftalt ved freden i Tours. Fjendtlighederne med Frankrig blussede op igen i 1449. Da England tabte hundredårskrigen i august 1453, fik Henrik nervesammenbrud, som varede til julen 1454. I kraft af hans manglende evne til at regere og kontrollere adelen udbrød der borgerkrig i 1455.
Konflikten er kendt som Rosekrigene, og selv om slagene var meget sporadiske og små, var der et generelt sammenbrud i kronens magt og autoritet. Hoffet og parlamentet flyttede til Coventry, der var Lancasterhusets højborg. Det gjorde byen til landets hovedstad frem til 1461. Henriks fætter, der afsatte ham i 1461 og overtog tronen som Edvard 4., forsøgte at genoprette kronens magt. Edvard besejrede Lancaster-hæren under slaget ved Mortimer's Cross. Han blev fjernet fra tronen i 1470-1471, da Richard Neville, jarl af Warwick, bragte Henrik tilbage til magten. Seks måneder senere lykkedes det Edvard at besejre og dræbe Richard Neville i kamp, og han tog tronen tilbage. Henrik blev fængslet i Tower of London og døde her.
Edvard døde i 1483 i en alder af 40 år. Hans ældste søn og arving Edvard 5., der var 13 år gammel, skulle have efterfulgt ham, men kongens bror Richard, hertug af Gloucester erklærede hans ægteskab for at være bigami og derfor ugyldigt. Det gjorde alle Edwards børn uægte. Edvard og hans 10-årige bror Richard blev fænsglet i Tower of London, og deres onkel udråbte sig selv som konge under navnet Richard 3. De to prinser blev aldrig set igen, og de døde sandsynligvis i Tower. Det er en udbredt opfattelse, at Richard fik dem myrdet, men deres skæbne er fortsat ukendt. Uanset hvad der skete, blev kongen hånet som en forræderisk djævel, der myrdede sine egne nevøer for at få tronen. Dette had overskyggede hans korte regeringstid. I sommeren 1485 vendte England Tudor af huset Lancaster tilbage til England efter sit eksil i Frankrig. Han besejrede og dræbte Richard i slaget ved Bosworth Field den 22. august og blev Henrik 7..

## Tudor England

### Henrik 7.
Med Henrik 7.'s tronbestigelse i 1485 endte rosekrigene, og Tudorne fortsatte med at regere landet i 118 år. Normalt bliver slaget ved Boswort Field betragtet som enden på middelalderen i England, selv om Henrik ikke indførte nye koncepter i monarkiet, og i det meste af sin regeringstid var hans greb om magten relativt svagt. Han gjorde krav på tronen ved erobring og Guds Dom i kamp. Parlamentet anerkendte ham hurtigt som konge, men tilhængerne af huset York var langt fra besejrede. Ikke desto mindre giftede han sig med Edvard 4.'s ældste datter, Elizabeth, i januar 1486, og han forenede dermed huset York og huset Lancaster.
De færreste af de europæiske regeringsoverhoveder troede på, at Henrik ville overleve længe, og de var derfor villige til at lade hans modstandere opholde sig i deres lande. Det første plot mod ham var Stafford- og Lovelloprøret i 1486, der ikke udgjorde en seriøs trussel. Mens Richard 3.'s nevø John de la Pole, jarlen af Lincoln, gjorde endnu et forsøg året efter: En bondeknægt Lambert Simnel, der spillede Edvard, jarl af Warwick (den rigtige Warwick sad låst ind på Tower of London), anførte en hær til England, der bestod af 2.000 tyske lejesoldater, som var betalt af Margaret af Bourgogne. De blev besejret, og de la Pole blev dræbt under slaget ved Stoke, hvor en del af Henriks hærs troskab var tvivlsom. Kongen, der indså at Simnel blot var en marionet, ansatte ham i det kongelige køkken.
En værre trussel var Perkin Warbeck, der var en flamsk mand, der udgav sig for at være Edvard 4.'s søn Richard. Endnu engang blev han støttet af Margaret af Bourgogne, og han invaderede England fire gange fra 1495 til 1497, inden han blev fanget og kastet i Tower. Både Warbeck og jarlen af Warwick var for farlige selv i fangeskab, og Henrik henrettede dem i 1499 inden Ferdinand og Isabella af Spanien lod deres datter Catherine komme til England for at gifte sig med hans søn Arthur.
I 1497 besejrede Henrik et oprør fra Cornwall, der marcherede mod London. Resten af Henrik 7.'s regeringstid var relativt fredsommelig, på trods af bekymringer om arvefølgen, efter hans hustru Elizabeth af York døde i 1503.
Henrik 7.'s udenrigspolitik var fredelig. Han dannede alliancer med Spanien og det Tysk-romerske riges kejser Maximilian 1., men i 1493, da de gik i krig mod Frankrig, blev England trukket med ind i konflikten. Kronen var forarmet og hans greb om magten usikker, så Henrik havde intet ønske om at gå i krig. Han forhandlede hurtigt en aftale igennem med Frankrig og gav afkald på alle Englands krav om områder i landet bortset fra havnen i Calais, da han indså, at han intet kunne stille op mod at de inkorporerede hertugdømmet Bretagne. Til gengæld gik Frankrig med til at anerkende ham som konge og stoppe med at beskytte hans modstandere, der søgte kronen. Kort efter blev de optaget af begivenheder i Italien og flyttede deres opmærksomhed væk fra England. Henrik indgik også aftaler med Skotland, og accepterede at lade kong James 4. gifte sig med sin datter Margaret.
Da Henrik blev konge, havde han arvet en voldsomt svækket regering, der var ødelagt af rosekrigene. Skatkammeret var tomt, da pengene var brugt af Edvard 4.'s Woodville svigerfamilie efter hans død. Ved en stram finanspolitik og til tider hensynsløs skatteinddragelse og konfiskeringer lykkedes det Henrik at genoprette rigets finanser ved sin død. Han genopbyggede også regeringen.
I 1501 døde kongens søn og arving Arthur, der havde giftet sig med Catherine af Aragon, af sygdom i en alder af 15. Det gjorde Henriks yngre søn Henrik, hertug af York til tronfølger. Da kongen døde i 1509 var Tudors position som kongefamilie endeligt sikret, og hans søn kunne følge ham.

### Henrik 8.
Henrik 8. begyndte sin regeringstid med megen optimisme. Den smukke og atletiske konge stod i skarp kontrast til sin forsigtige og nærige fader. Henriks overdådige hof drænede hurtigt skatkammeret for den formue, som han havde arvet. Han giftede sig med sin storebrors enke Catherine af Aragon, og de fik sammen flere børn, men ingen af dem overlevede barndommen, bortset fra Mary.
I 1512 påbegyndte den unge konge en krig med Frankrig. Selv om England var allieret med Spanien, en af Frankrigs primære fjender, var krigen hovedsageligt om Henrik 8.'s personlige ønske om hæder, uanset om hans søster Mary var gift med den franske kong Louis 12.. Krigen opnåede ganske lidt. Den engelske hær led meget af sygdom, og Henrik var end ikke til stede ved en af de vigtige sejre, slaget ved Spurs. Imidlertid aktiverede James 4. af Skotland sin alliance med Frankrig og erklærede krig mod England, på trods af, at han var Henriks svoger.Guicciardini, Francesco (1968).  Alexander, Sidney (red.). The History of Italy. Princeton University Press. s. 280. ISBN 978-0-691-00800-4. Mens Henrik var i Frankrig, måtte Cathrine som regent og hans rådgivere tage sig af denne trussel. Under slaget ved Flodden den 9. september 1513 blev skotterne fuldstændigt besejret. Størstedelen af den skotske adel blev dræbt som James. Da Henrik vendte tilbage til England, fik han æren for sejren på trods af, at intet havde med den at gøre.
Nu kunne Catherine ikke længere få børn. Kongen blev stadig mere bekymret for risikoen for, at han datter Mary skulle arve tronen, da landets eneste erfaring med en kvindelig monark, Matilda i 1100-tallet, havde været en katastrofe. Til sidst besluttede han er lade sig skille og finde en ny dronning. Den katolske kirke ville dog ikke tillade det, så Henrik citerede en passage i Tredje Mosebog, hvor der står "Hvis en man tager sin broders kone, har han begået utroskab; de skal være barnløse." Catherine insisterede på, at hun og Arthur aldrig fuldbyrdede deres korte ægteskab, og at forbuddet derfor ikke galt i dette tilfælde. Henrik 8.'s timing var dog meget uheldig, for året var 1527, og paven var taget til fange af kejser Karl 5., Catherines nevø og den mest magtfulde mand i Europa, for at have taget Henriks ærkefjende Frans 1. af Frankrigs side. Der var ingen mulighed for at få skilsmisse under disse omstændigheder, så Henrik besluttede at løsrive sig fra den katolske kirke. Det blev Den engelske reformation.
den nyetablerede Church of England var stort set det samme som den katolske kirke, men kongen af England og ikke paven var kirkens overhoved. Det tog dog flere år før separationen fra Rom var komplet, og mange blev henrettet for at modsætte sig kongens religiøse politik.
I 1530 blev Catherine forvist fra hoffet, til hun døde i 1536 på en herregård, udelukket fra enhver kontakt med deres datter Mary (selv om hendes kammerdamer hjalp med hemmelig korrespondance). Deres ægteskab blev erklæret for ugyldigt, hvilket gjorde Mary til et uægte barn. Henrik giftede sig i hemmelighed med Anne Boleyn i 1533, lige efter skilsmissen fra Catherine. Herefter afholdt de et offentligt, bryllup. Anne blev gravid (har muligvis været det allerede ved deres bryllup). Den 7. september 1533 fødte hun en datter, der fik navnet Elizabeth. Kongen blev forfærdet ved endnu et fejlslagent forsøg på at få en mandlig arving efter det store besvær med at gifte sig igen. Gradvist udviklede han en modvilje mod sin nye dronning og hendes sære opførsel. Da Anne igen var gravid i 1536, blev Henrik hårdt såret under en ridderturnering. Chokket over Henriks ulykke fik dronning til at gå i fødsel før tid, og hun fik en dødfødt dreng. På dette tidspunkt var Henrik overbevist om, at hans ægteskab var forhekset, og da han allerede havde fundet en ny dronning, Jane Seymour, kastede han Anne i Tower anklaget som heks. Hun blev halshugget sammen med fem mænd heriblandt hendes bror, der alle var anklaget for utroskab med hende. Ægteskabet blev erklæret ugyldigt, så Elizabeth blev som sin halvsøster en horeunge.
Nu ægtede Henrik Jane Seymour, der blev gravid næsten lige så hurtigt. Den 12. oktober 1537 fødte hun en dreng, der fik navnet Edvard. Det blev fejret med store festligheder. Kongens søgen efter en søn var endelig forbi, så længe Edvard kunne holdes sund. Dronningen døde af barelsfeber ti dage senere. Henrik sørgede over hendes død, og ni år senere blev han begravet ved hendes side.
Kongen giftede sig fjerde gang i 1540 med den tyske Anne af Cleves for at opnå en politiske alliance med hendes protestantiske bror hertugen af Cleves. Han håbede også at få endnu en søn, hvis der skulle ske noget med Edvard. Anne viste sig at være kedelig og lidet attraktiv, og Henrik afviste derfor at fuldbyrde deres ægteskab. Han fik hurtigt arrangeret en skilsmisse, og hun forblev i England som en slags adoptivsøster for ham. Han giftede sig atter, nu med den kun 19-årige Catherine Howard. Men da det blev kendt, at hun hverken var jomfru ved brylluppet eller en tro efter det, endte hun på skafottet og ægteskabet blev erklæret ugyldigt. Hans sjette og sidste hustru var Catherine Parr, der i højere grad var en sygeplejerske for ham end noget andet, idet hans helbred blev stadig værre siden ulykken ved ridderturneringen i 1536.
I 1542 påbegyndte Henrik en ny kampagne i Frankrig, men til forskel fra kampagnen i 1512 klarede han den kun med stort besvær. Krigen gav England byen Boulogne, men intet andet, og Frankrig generobrede byen i 1549. Skotland erklærede også krig, og ved Solway Moss led skotterne et overbevisende nederlag.
Henrik paranoia og mistænksomhed tog til i hans sidste år. Antallet af henrettelser i hans 38-års regeringstid var i titusinder. Han døde i januar 1547 i en alder af 55 år, og han blev fulgt af Edvard 6.

### Edvard 6. og Mary 1.
Selv om han både viste fromhed og intelligens var Edvard 6. kun ni år gammel, da han overtog tronen i 1547. Hans onkel, Edvard Seymour, 1. hertug af Somerset, fuskede med Henrik 8.'s testamente og skaffede letters patent, der gav ham noget af monarkens magt i marts 1547. Han tog titlen som protektor. Nogle ser ham som fritænkende idealist. Hans magt kulminerede i 1549, hvor mange af rigets counties protesterede. Ketts oprør i Norfolk og Prayer Book oprøret i Devon og Cornwall skabte en krise på et tidspunkt, hvor man frygtede en invasion fra Skotland og Frankrig. Edvard Seymour, der ikke brød sig om Regency Council pga. sine autokratiske metoder, blev fjernet fra magten af John Dudley, som er kendt som Lord President Northumberland. Dudley fortsatte med at skaffe sig mere magt, men hans metoder var mere forsonlige, og rådet accepterede ham. Det var under Edvards styre, at England blev en protestantisk nation frem for et katolsk land i skisma fra Rom.
Edvard var viste sig meget lovende, men han blev dødeligt syg af tuberkulose i 1533 og han døde i august to måneder inden sin 16-års fødselsdag.
John Dudley havde planer om at sætte lady Jane Grey på tronen og lade hende ægte sin søn, så han fortsat kunne styre bag kulisserne. Hans plan mislykkedes i løbet af få dage, og Jane Grey blev halshugget og Mary 1. (1516–1558) overtog tronen under en stor demonstration for hende i London. Den blev i samtiden beskrevet som den største hengivenhed for en tudormonark. Mary havde aldrig forventet at få tronen, og slet ikke efter Edvards fødsel. Hun var en svoren katolik, der troede, at hun kunne sætte tiden tilbage til 1516 inden reformationen.
I forsøget på at få England tilbage til katolicismen blev der brændt 274 protestanter, som beskrevet i John Foxes Book of Martyrs. Mary giftede sig nu med sin fætter Philip, søn af Karl 5. og konge af Spanien, da Karl abdicerede i 1556. Unionen var vanskelig, da Mary allerede var i slutningen af 30'erne og Philip var katolik, udlænding og uvelkommen i England. Brylluppet provokerede fjendtlige følelser i Frankrig, der allerede var i krig med Spanien, og som nu var bange for at blive fuldstændigt omsluttet af Habsburgske magthavere. Calais, der var det sidste engelske territorium på kontinentet, blev erobret af Frankrig. Kong Philip (1527–1598) havde ikke meget magt, selv om han beskyttede Elizabeth. Han var ikke populær i England og brugte kun ganske lidt tid her. Mary blev til sidst gravid, eller i det mindste troede hun selv, at hun var det. I virkeligheden har hun muligvis haft livmoderkræft. Hendes død i november 1558 blev efterfulgt at store fejringer i Londons gader.

### Elizabeth 1.
Elizabeth 1. genoprettede en form for orden på riget efter Edvard 6. og Mary 1.'s styre, da hun besteg tronen efter søsterens død i 1558. Det religiøse spørgsmål, der havde delt landet siden Henrik 8., blev der lagt låg på ved Elizabethan Religious Settlement, der genetablerede Church of England. En stor del af Elizabeths succes var at kunne balancere puritanernes og katolikkerne interesser. Hun formåede i stor udstrækning at undgå at fornærme nogen af dem, selv om hun strammede grebet om katolikkerne mod slutningen af hendes regeringstid, da en krig med det katolske Spanien truede.
På trods af, at Elizabeth havde brug for en arving, afslog hun at gifte sig på trods af tilbud om flere gode partier fra hele Europa som den svensk kong Erik 14.. Det skabte endeløse bekymringer om hendes arvtager, særligt i 1570'erne, da hun næsten døde af kopper. Det går rygter om, at hun havde flere elskere som Francis Drake, men der er ingen beviser.
Elizabeth opretholdt en rolig regering med undtagelse fra de nordlige jarlers oprør i 1569, og hun reducerede effektivt den gamle adels magt og udvidede regeringens magt. Elizabeths regering konsoliderede det arbejde, som var udført at Thomas Cromwell under Henriks 8. ved at udvide regerings rolle og effektuere love og administration, der gjaldt over hele England. Under Elizabeths tid på tronen og i den umiddelbare tid efter voksede befolkningstallet kraftigt: fra 3 millioner i 1564 til næsten 5 millioner i 1616.
Dronning var på kant med sin kusine Mary, Queen of Scots, der var svoren katolik, og som derfor var nødt til at abdicere, da Skotland for nylig blev protestantisk. Hun flygtede til England, hvor Elizabeth straks lod hende arrestere. Mary tilbragte de næste 18 år i fangeskab, men hun viste sig at være for farlig at have i live, da katolske kræfter i Europa betragtede hende som den retmæssige hersker over England. Hun blev til sidst anklaget for forræderi og dømt til døden. Hun blev halshugget i februar 1587.

#### Elizabethanske æra
Historikere beskriver den ofte som en guldalder. Symbolet på Britannia blev første gang brugt i 1572, og herefter markerer det ofte den elizabethanske æra som en renæssance, der inspirerede national stolthed via klassiske idealer, international ekspansion og triumf til søs over den spanske fjende. Om hele århundredet har historikeren John Guy i 1988 udtalt, at "England var økonomiske sundere, mere ekspanderende og mere optimistisk under tudorne" end på noget andet tidspunkt i 1000 år.
Denne "guldalder" repræsenterer en tid med engelsk renæssance, og man oplevede en opblomstring af poesi, musik og litteratur. Æraen er mest berømt for teater. William Shakespeare og mange andre skrev skuespil, der brød med Englands teatertradition. Det var en tid med opdagelser og ekspansion i hele verden, mens den protestantiske reformation blev mere acceptabel af folket hjemme, og i særdeleshed efter den spanske armada blev slået tilbage. Det i slutningen på den periode, hvor England var et separat kongerige, inden unionen med Skotland.
Den elizabethanske æra har også et godt ry, fordi den sammenlignes med æraerne før og efter. Det var en kort periode med stor international fred mellem den engelske reformation mellem protestanter og katolikker, og kampene mellem parlamentet og monarken, der begyndte i 1600-tallet. Opdelingen mellem protestanter og katolikker var afgjort, og parlamentet var endnu ikke stærkt nok til at udfordre den kongelige autoritet.
Det gik også godt for England. Den italienske renæssance var ophørt som følge af udenlandsk dominans på halvøen. Frankrig var optaget af egne religiøse kampe, der først blev afgjort i 1598 med nantes-ediktet. Blandt andet på grund af dette, men også fordi englænderne havde mistet deres sidste forpost på kontinentet, ophørte den århundredlange konflikt mellem England og Frankrig under Elizabeths styre.
Den eneste store rival var Spanien, som England havde sammenstød med både i Europa og i Amerika i konfrontationer, der endte med den engelsk-spanske krig 1585-1604. Philip 2. af Spaniens forsøg op at invadere England med den spanske armada i 1588 blev slået tilbage, men krigslykken vendte, og England udførte en fejlslagen ekspedition til Portugal og Azorerne med den engelske armada. Herefter støttede Spanien til dels de irske katolikker i et ødelæggende oprør mod det engelske styre, og spanske styrker både til lands og til vands gav de engelske offensiver flere alvorlige tilbageslag. Det drænede den engelske statskasse og økonomi, der var blevet genoprettet under Elizabeths fornuftige lederskab. Englands kommercielle og territorielle ekspansioner blev kraftigt reduceret indtil underskrivelsen af Londontraktaten efter Elizabeths død.
I perioden havde England en centraliseret, velorganiseret og effektiv regering, der for en stor del var resultatet af de reformer, som Henrik 7. og Henrik 8. havde udført. Økonomisk begyndte landet et nyde godt af den ny æra med transatlantisk handel.

#### Udenrigspolitik
Elizabeths udenrigspolitik fik spillet de to stormagter Frankrig og Spanien ud mod hinanden, samt paven og Skotland. De var alle katolikker og ønskede alle at få stoppet protestantismen i England. Elizabeth var forsigtig i sin udenrigspolitik, og hun støttede kun halvhjertet de ineffektive og dårligt udstyrede militærkampagner i Nederlandene, Frankrig og Irland. Hun risikerede en krig med Spanien ved at støtte "Sea Dogs," som Walter Raleigh, John Hawkins og Sir Francis Drake, der jagtede spanske handelsskibe, der transporterede sølv og guld fra den nye verden. Det førte en stor krig fra 1585-1604. Da Spanien forsøgte at invadere og erobre England, blev det en fiasko, og den spanske armadas nederlag i 1588 vil for altid være forbundet med Elizabeths navn, og den bliver ofte betragtet som en af de største sejre i engelsk historie. Hendes fjender formåede ikke at slutte sig sammen, og Elizabeths navigerede med held uden om farerne.

### Afslutningen på tudortiden
Overordnet bliver tudortiden set som en afgørende periode, der fastsatte mange vigtige spørgsmål, som skulle besvares i det næste århundrede og under den engelske borgerkrig. Disse spørgsmål bl.a. om monarken og parlamentets magt, og i hvilken grad den ene skulle kunne bestemme over den anden. Nogle historikere mener, at Thomas Cromwell påvirkede "tudorrevolutionen" i regeringen, og det er sikkert, at parlamentet blev vigtigere under hans tid som kansler. Andre historikere hævder at "tudorrevolutionen" i virkeligheden fortsatte i hele Elizabeths regeringstid, hvor arbejdet blev konsolideret. Selvom Privy Council blev reduceret efter hendes død, så var det meget effektivt, mens hun var i live.

## 1600-tallet

### Unionen af de engelske kroner
Elizabeth døde i 1603 i en alder af 69. Hendes nærmeste protestantiske slægtning var konge over Skotland, James 6., fra Huset Stuart, der blev konge James 1. af England ved unionen af de engelske kroner. Kong James 1. & 6. som han først blev kaldt, blev den første monark, der regerede over hele øen Storbritannien, selv om det kun var en union mellem den engelske og skotske krone, og begge lande fastholdt deres separate politiske system. Der var adskillige forsøg på at snigmyrde James: Main Plot og Bye Plot i 1603 og det nok berømteste den 5. november 1605, krudtsammensværgelsen, der blev udført af en gruppe katolske sammensvorne ledet af sir Robert Catesby, der skabte antipati mod katolicisme i England. Da James fik magten, sluttede han straks fred med Spanien, og i den første halvdel af 1600-tallet var England stort set inaktivt i europæisk politik.

### England som kolonimagt
I 1607 opførte England en bosættelse ved Jamestown. Dette var starten på Englands kolonialisme af Nordamerika. Mange englændere flyttede til Nordamerika af religiøse eller økonomiske årsager. Omkring 70 % af de engelske immigranter der kom i perioden 1630-1660 var kontrakttjenere. I 1700 transporterede plantageejere omkring 100.000 kontrakttjenere, som stod for mere end 75 % af alle europæiske immigranter til Virginia og Maryland.

### Den engelske borgerkrig
Den første engelske borgerkrig brød ud i 1642 i høj grad som følge af en række konflikter mellem James' søn, Charles 1. og parlamentet. Parlamentarikernes New Model Army under slaget ved Naseby i juni 1645 tilintetgjorde konges tropper. Charles overgav sig til den skotske hær ved Newark. Han blev overdraget til det engelske parlament i begyndelsen af 1647. Han flygtede og den anden engelske borgerkrig begyndte. New Model Army hurtigt fik hurtigt sikret magten. Tilfangetagelsen og retssagen mod Charles endte med, at han blev halshugget i januar 1649 ved Whitehall Gate i London. Det gjorde England til en republik. Charles' henrettelse chokerede resten af Europa. Konger mente, at kun Gud kunne dømme dem. Det var forløberen for halshugningen af Ludvig 16. 145 år senere.
Under ledelse af Oliver Cromwell vandt New Model Army vigtige sejre mod royalisternes hær i Irland og Skotland. Cromwell fik titlen Lord Protector i 1653. Det gjorde ham til "konge i alt på nær i navnet" ifølge hans kritikere. Efter hans død i 1658 overtog hans søn Richard Cromwell titlen, men han måtte abdicere inden et år. En overgang så det ud som om, at en ny borgerkrig stod for døren, da New Model Army blev delt i flere fraktioner. Tropper, der var udstationeret i Skotland under George Monck, marcherede til sidst til London, hvor de fik genoprettet ro og orden.

### Restaurationen af monarkiet
Monarkiet blev genetableret i 1660, da Charles 2. vendte tilbage til London.
I 1665 blev London plaget af pest med omkring 100.000 døde, og i 1666 blev byen hærget af en storbrand, der rasede i fem dage og ødelagde omkring 13.000 bygninger. Efter Restaurationen blev kronens magt generelt reduceret.

### Glorious Revolution
Udelukkelseskrisen brød ud i 1680 som følge af stor frygt for at få en katolik som konge af England, da James var den næste i arvefølgen efter kong Charles. Efter Charles' død i 1685 blev hans katolske bror kong James 2. & 3. kronet. Nu pressede forskellige fraktioner på for at få hans protestantiske datter Maria og hendes mand, prins William 3. af Orange til at erstatte ham. Det blev til Glorious Revolution.
I november 1688 ankom William til England med en styrke for at tage kronen. James prøvede at tage den tilbage under de vilhelminske Irlandskrige, men tabte ved slaget ved Boyne i 1690.
I december 1689 blev en af de vigtigste forfatningsdokumenter i den engelske historie underskrevet: Bill of Rights. Det gentog og bekræftede mange af bestemmelserne fra den tidligere Declaration of Right og begrænsede kongelige prærogativer (fordele). Blandt andet beskrev den, at statsoverhovedet ikke kunne ophæve love, der var godkendt af parlamentet, opkræve skatter uden parlamentets godkendelse, samle en hær i fredstid uden parlamentets godkendelse, nægte protestanter at bære våben, at blande sig i parlamentets valg, straffe medlemmer af House of Parliament for at tale under debatter, kræve urimelig kaution eller udføre brutale og usædvanlige straffe. William var imod indførslen af sådanne begrænsninger, men han valgte at undgå en konflikt med parlamentet og indvilligede i at overholde loven.
I dele af Skotland og Irland fortsatte katolikkerne, der var loyale mod James med deres ønsker om at få ham tilbage på tronen, og der fulgte blodige men mislykkede oprør. Efter disse oprør blev der slået hårdt ned på dem, der ikke svor troskab til den sejrende kong William. Det mest berømte eksempel var massakren i Glencoe i 1692. Jakobitoprørerne fortsatte indtil midten af 1700-tallet, hvor sønnen af den sidste katolik i tronfølgen, (James 3. & 8.), forsøgte et sidste felttog i 1745. Sønnen, prins Charles Edward Stuarts jakobittropper, blev besejret under slaget ved Culloden i 1746.

## Dannelsen af Storbritannien
Acts of Union mellem Kongeriget England og Kongeriget Skotland var et par Parliamentary Acts der blev vedtaget af begge parlamenter i 1707, der opløste dem for at danne Kongeriget Storbritannien, der blev styret af et forenet Kongeriget Storbritanniens Parlament efter Treaty of Union. Herved blev Kongeriget England og Kongeriget Skotland, der tidligere havde været to selvstændige stater, forenet med hver deres love og men med samme monark.
De to lande havde delt monark siden unionen af de engelske kroner i 1603, da James 6. af Skotland havde arvet den engelske trone fra dronning Elizabeth 1.. Selvom det blev beskrevet som en union af kronerne, var der frem til 1707 to separate kroner, der sad på samme hoved. Der havde været tre tidligere forsøg på at forene de to lande ved Acts of Parliament i 1606, 1667 og i 1689, men det var ikke førte begyndelsen af 1700-tallet, at ideen havde støtte fra begge politiske systemer, men dog af forskellige årsager.
Acts of Union satte i kraft den 1. maj 1707. På denne dag blev det skotske og engelske parlament forenet og dannede Storbritanniens Parlament med base i Palace of Westminster i London, der var det engelske parlaments hjem. Således referer det også til Parlamenterns Union. Historikeren Simon Schama har udtalt om unionen at "hvad der begyndte som en fjendtlig fusion ville ende i et fuldt partnerskab som den mest magtfulde voksende bekymring i verden ... der var en af de mest utrolige ændringer i europæisk historie."
I 1714 sluttede dronning Annes regeringstid, og hun var den sidste monark fra Huset Stuart. Hun blev efterfulgt af hendes granfætter George 1. fra Huset Hanover, der var en efterkommer af Stuarterne via sin mormor, Elizabeth Stuart, der var datter af James 6. og 1.. En række Jakobitoprør brød ud i et forsøg på at genskabe Staurt-monarkiet, men det mislykkedes. Adskillige planlagte franske invasioner blev forsøgt, der også havde som formål at få en Stuart tilbage til tronen.
Act of Union i 1800 assimilerede formelt Irland i det den britiske politiske proces, og fra den 1. januar 1801 blev der skabt en ny selvstændig stat kaldet Det Forenede Kongerige Storbritannien og Irland, som forenede Storbritannien og Kongeriget Irland under et politisk system. Den engelske hovedstad London blev ligeledes hovedstad for den nye union.

## Moderne England, 1700- og 1800-tallet
Efter dannelsen af Storbritannien er Englands historie ikke længere en selvstændig sats historie, men mere en del af Storbritanniens rigsdeles historie.

### Den industrielle revolution
I midten af 1700-tallet og i begyndelsen af 1800-tallet var der en betragtelig social opbrydning, hvor et primært landbrugssamfund blev omdannet af teknologiske fremskridt og øget mekanisering, i form af den industrielle revolution. En stor del af arbejdsstyrken i landbruget flyttede fra landet og ind til de større byer, hvor der var industri, som blev drevet af dampmaskiner i store fabrikker. Her kunne man producere mere effektivt og til en lavere pris end man traditionelt havde kunne gøre på landet, fordi økonomiens skala og et øget udbytte per medarbejder, der blev gjort muligt at de nye teknologier. Den konsekvente overbefolkning i området med ganske lille infrastruktur oplevede en dramatisk stigning i børnedødeligheden (til et niveau hvor mange søndagsskoler for børn der ikke var gamle nok til at arbejde (5 eller 6 år) havde begravelsesklubber for at betale for hinandens begravelser), kriminalitet og socialt armod.
Overgangen til industrialisering var ikke problemfri for arbejderne, hvor mange så deres levebrød truet af udviklingen. Nogle af disse forsøgte med jævne mellemrum at sabotere eller forsøge at sabotere fabrikker, som tog deres arbejde. Disse sabotører var kendt som ludditter.

### Lokal regering
Local Government Act of 1888 var det første systematiske forsøg på at indføre et standardiseret system for lokalstyre i England. Landets counties (på dette tidspunkt (i dag kendt som historiske counties, siden de større grænser blev ændret i 1974)) blev brugt som bassis for forsøget. En anden Act i 1894 (Local Government Act 1894) skabte endnu mere selvstyre. Herefter blev alle administrative counties og county boroughs opdelt i enten land- eller by-distrikter, der tillod mere lokal administration.
I 1888 var det klart, at det system, der havde udviklet sig i løbet af det seneste århundrede som modsvar til det drastisk øgede behov for lokal administration, ikke længere kunne holde. Sognene havde retlig status, men var ikke en del af selvstyret. De blev drevet af frivillige; ofte var der ikke nogen, som kunne holdes ansvarlige for, at opgaver blev udført. Derudover kunne den øgede "county business" ikke styres af de lokale domstole kaldet Quarter Sessions. Til at begynde med var der et ønske om at lokaladministrationen skulle udføres af folkevalgte, som i de reformerede kommunale boroughs.
Landets countygrænser blev ændret i de følgende 50 år, hovedsageligt for at fjerne enklaver og eksklaver. Local Government Act opfordrede også til oprettelsen af amter baseret på de historiske counties og fik flyttet grænserne så alle bebyggelser kun lå i ét county. Disse nye amter blev brugt til ikke-administrative funktioner: "sheriff, lieutenant, custos rotulorum, dommere, milits, retsmediciner og andre". Med fremkomsten af folkevalgte råd, blev lord lieutenant og sheriff-titlerne stort set ceremonielle.
Amterne blev etableret på baggrund af "administrative counties". Men der var en generel følelse af, at de større byer og primære landområde i samme county ikke kunne administreres af det samme organ. Således blev der skabt 59 county boroughs for at administrere de større bymæssige områder i England. De var stadig en del af amterne, men ikke en del af de administrative counties.
Local Government Act etablerede også civil parishes. Local Government Act fra 1894 dannede et officielt system for parishes, der var adskilt fra sognene og overtog nogle af deres forpligtelse, mens andre blev flyttet til distrikt og by-rådene. De blev dog ikke for alvor et tredje lag selvstyre. I stedet blev det "community councils" for mindre landmæssige bebyggelser, der ikke havde noget lokalt styre i selve distrikterne. Hvor der tidligere havde eksisteret sogneråd kom nu nye byområder.

## 1900- og 2000-tallet
Yderligere information: Storbritanniens historie (1945–i dag)
En langtrukken landbrugsmæssig depression i Storbritannien i slutningen af 1800-tallet gjorde sammen med stadig højere arveafgifter enden på landbruget som den primære indkomst for landets højere klasser. Mange godser blev solgt eller brudt op i mindre dele, og denne udvikling accelererede fra midten af 1900-tallet ved introduktion af beskyttelse af landbrug som lejemål, hvilket opfordrede til slag.

### Generel historie og politiske problemer
Efter flere år med politisk og militært ønske om "hjemmestyre" for Irland etablerede den engelsk-irske traktat i 1921 Irish Free State (Nu Republikken Irland) som en selvstændig stat, hvor Nordirland fortsat var en del af Storbritannien. Det officielle navn på Storbritannien blev således "The United Kingdom of Great Britain and Northern Ireland".
England sluttede sig til Europæiske Økonomiske Fællesskab som en del af Storbritannien i 1973, der blev til EU i 1993.
I England var der en bevægelse for at skabe et decentralt engelsk parlament. Det ville give England et lokalt parlament ligesom dem i Skotland, Irland og Wales. Dette problem er blevet kaldt West Lothian-spørgsmålet.

### Politisk historie og kommunalt selvstyre
Local Government Commission blev afviklet i 1966, og den blev erstattet med kongelig kommission (kaldet Redcliffe-Maud commission). I 1969 anbefalede den et system med én niveau af enhedslig myndighed for hele England, bortset fra de tre metropolområder Merseyside, Selnec (Greater Manchester) og West Midlands (Birmingham og Black Country), der både skulle have et byråd og et kommunalråd. Rapporten blev accepteret af den siddende Labour-regering på trods af udbredte protester, men da den Konservative Parti vandt parlamentsvalget i juni 1970 på et manifest der forpligtede dem til en todelt struktur.
Reformerne der fulgte som følge af Local Government Act of 1972 resulterede i det hidtil mest ensartede og simplificerede kommunale selvstyre i England. Det tidligere system blev stort set fuldstændigt omstruktureret, og der blev opbygget et helt nyt administrativt system. Alle tidligere administrative områder - statutory counties, administrative counties, county boroughs, municipal boroughs, counties corporate, civil parishes – blev nedlagt.
Målet med den ændring var at etableret et ensartet todelt system, der dækkede hele landet. Der blev lavet helt nye counties, hvoraf mange blev baseret på de historiske counties, men der var stadig store ændringer, navnlig i den nordlige del af landet.
Det todelte system varede i 12 år. I 1986 blev de metropole county councils og Greater London opgivet. Det genetablerede metropolte selvstyre i de større byer og i Londons boroughs, hvilket i praksis stort set var den gamle county borough status. Local Government Act (1992) etablerede en kommission (Local Government Commission for England) der skulle undersøge problemerne og komme op med anbefalinger om, hvor man kunne etablere myndigheder i de enkelte kommuner. Det blev betragtet som alt for dyrt at etablere et system udelukkende af enhedskommuner, og der var også steder, hvor det todelte system fungerede godt. Kommissionen anbefalede at mange af landets counties skulle gå helt over til kommunalt selvstyre samt at nogle store byer skulle være deres egen bykommune, mens det resterende af countiet skulle fortsætte i det todelte system, samt at nogle counties skulle opretholde status quo.
Rate-capping rebellion var en kampagne blandt Englands lokale kommunalråd i 1985, der forsøgte at tvinge den konservative regering med Margaret Thatcher i spidsen til at trække den magt tilbage, som kunne begrænse kommunalråds udgifter. Kampagnes taktik gik ud på at få kommunalråd, hvis budgat var blevet begrænset, til slet ikke at lave noget budget for finansåret 1985-86 og derved tvinge regeringen til at gribe direkte ind for at udføre kommunale opgaver eller opgive begrænsningerne. Alle de 15 kommuner, der oprindeligt havde nægtet at lave budget, endte alligevel med at gøre det, og kampagnen formåede således ikke at ændre regeringens politik. Således har regeringens magt til at begrænse kommunernes udgifter stået ved magt siden.
I 1997 blev Lieutenancies Act vedtaget. Den skilte alle lokale myndgihedsområder (uanset om det var et ét- eller todelt system) fra det geografiske koncept om et county som en særskilt overordnet enhed. Loven etablerede det, som blev kendt som ceremonielle counties, da de ikke længere har en administrativ inddeling. Disse counties repræsenterer et kompromis mellem de historiske counties og de counties, der blev etableret i 1974.
Selvom Labourregeringen i 1997 decentraliserede magten ud til Wales, Skotland og Nordirland blev der ikke lavet en særskilt engelsk nationalforsamling eller et parlament for England. I stedet blev det planlagt at introducere otte regionale forsamlinger i England, og decentralisere magten ud til regionerne. Kun London Assembly (og den direkte valgte borgmester) blev etableret. I 2004 satte en folkeafstemning om en foreslået North-East Assembly effektivt en stopper for ideen. En af forudsætninger for at have regionale regionsråd, var at flytte hele området ind under det samme myndighedsområde. Siden parlamentsvalgtet i 2005 har regeringen luftet ideen om at lave frivillige sammenlægninger af kommunalråd og derved undgå en dyr reorganisation men stadig få gennemført den ønskede reform.
Eksempelvis er de ledende principper i regeringens "New Localisms" krav om effektivitet ikke til stede i den nuværende todelte struktur.

### Nyere ændringer
I 2009 blev der lavet nye ændringer i det kommunale selvstyre hvor et antal nye lokale myndigheder blev etableret i områder, der tidligere havde haft et todelt system med både counties og districs. I fem shire counties blev county og district council lagt sammen i en enkelt myndighed; og i to counties blev county councils beføjelser absorberet i et kraftigt antal districts.
Afskaffelsen af de regionale udviklingsagenturer og oprettelsen af Local enterprise partnerships blev annonceret som en del af finansloven for Storbritannien i juni 2010. Den 29. juni blev der sendt et brev fra Department of Communities and Local Government og Department for Business, Innovation and Skills til de lokale mynddigheder og virksomhedsledere, der inviterede til at komme med forslag til de regionale udviklingsagenturer inden 6. september 2010.
Den 7. september 2010 blev der offentliggjort detaljer om 56 forslag til local enterprise partnership. Den 6. oktober 2010, under Conservative Party Conference, blev det afsløret at de 22 forslag havde fået et midlertidigt grønt lys, og andre forslag kan blive accepteret senere efter de er blevet ændret. 24 forslag var blevet accepteret den 28. oktober 2010.

## Yderligere læsning
- Oxford Dictionary of National Biography (2004) online Arkiveret 10. oktober 2016 hos  Wayback Machine; short scholarly biographies of all the major people
- Bédarida, François. A social history of England 1851-1990. Routledge, 2013.
- Davies, Norman, The Isles, A History Oxford University Press, 1999, ISBN 0-19-513442-7
- Black, Jeremy. A new history of England (The History Press, 2013)
- Clapp, Brian William. An environmental history of Britain since the industrial revolution (Routledge, 2014)
- Clayton, David Roberts, and Douglas R. Bisson. A History of England (2 vol. 2nd ed. Pearson Higher Ed, 2013)
- Elton, G.R. Modern Historians on British History 1485-1945: A Critical Bibliography 1945-1969 (1970) excerpt, highly useful bibliography of 1000+ scholarly books, articles and book reviews published before 1970.
- Schama, Simon, A History of Britain: At the Edge of the World, 3500 BC – 1603 AD BBC/Miramax, 2000 ISBN 0-7868-6675-6; TV series A History of Britain, Volume 2: The Wars of the British 1603–1776 BBC/Miramax, 2001 ISBN 0-7868-6675-6; A History of Britain – The Complete Collection on DVD BBC 2002 OCLC 51112061
- G. M. Trevelyan Shortened History of England Penguin Books ISBN 0-14-023323-7

### Historiografi
- Cannon, John. The Oxford Companion to British History (2nd ed. 2002) 1142pp
- Furber, Elizabeth Chapin, ed. Changing Views on British History (1966)
- Loades, David, ed. Reader's Guide to British History (2 vol 2003), 1610pp
- Schlatter, Richard, ed. Recent Views on British History: Essays on Historical Writing Since 1966 (1984)

### Primærkilder
- English historical documents London: Methuen; 12 vol to 1957; reprinted 2011; the most comprehensive collection on political, constitutional, economic and social topics
  - Douglas, David Charles. ed. English historical documents, 1042-1189 (Vol. 2. Psychology Press, 1995, Reprint)
  - Myers, Alec Reginald, ed. English historical documents. 4.[Late medieval]. 1327-1485 (Vol. 4. Psychology Press, 1995, Reprint)
  - Rothwell, Harry, ed. English Historical Documents: 1189-1327 (Taylor & Francis, 1995, Reprint)
  - Whitelock, Dorothy. English Historical Documents, 500-1042 (Vol. 1. Psychology Press, 1996, Reprint)
  - Williams, Charles H. English Historical Documents: Volume 5 1485-1558 (Routledge, 1995, Reprint)
  - Archer, Ian W., and F. Douglas Price, eds. English Historical Documents: 1558-1603 (Routledge, 2011, reprint)
  - Coward, Barry, and David Charles Douglas, eds. English historical documents. 5:[Early modern]:(B). 1603-1660 (Routledge, 2010 reprint)
  - Browning, Andrew. ed. English Historical Documents, 1660-1714 (Vol. 6. Psychology Press, 1995, reprint)
  - Horn, David Bayne, and Mary Ransome, eds. English historical documents, 1714-1783 (Vol. 7. Routledge, 1996, reprint)
  - Aspinall, Arthur. ed. English historical documents, 1783-1832 (Vol. 8. Psychology Press, 1995, reprint)
  - Handcock, William D., and George Malcolm Young. eds. English Historical Documents, 1833-1874 (Vol. 9. Psychology Press, 1995, reprint)
  - Douglas, D. C. ed. English historical documents, 1874–1914 (Methuen 1995)
- Beard, Charles, ed. An introduction to the English historians (1906) excerpts
- Cheyney, Edward P.  Readings in English History Drawn from the Original Sources Intended to Illustrate a Short History of England (1935) 850 pp strongest on political & constitutional topics
- Harmer, Florence Elizabeth. ed. Select English historical documents of the ninth and tenth centuries (Cambridge University Press, 2011)
- Henderson, Ernest Flagg, ed. Select historical documents of the Middle Ages (1907) online Arkiveret 5. januar 2016 hos  Wayback Machine
- Leach, Arthur F. ed. Educational Charters and Documents 598 to 1909 (1911) 640pp; online Arkiveret 19. september 2017 hos  Wayback Machine over 400 pp on Middle Ages
- Stephenson, Carl and Frederick G. Marcham, eds. Sources of English Constitutional History (2nd ed. 1990)
- Stubbs, William, ed. Select charters and other illustrations of English constitutional history from the earliest times to the reign of Edward the First (Clarendon Press, 1870) online Arkiveret 11. januar 2020 hos  Wayback Machine
- Weiner, Joel H. ed. Great Britain Foreign Policy & Span of Empire, 1689 – 1971 (4 Vol, 1983), 3425pp
- Wiener, Joel H. ed. Great Britain: the lion at home; a documentary history of domestic policy, 1689–1973 (4 vol 1974), 1396 pp

### Eksterne kilder
| Portal | Portal:Historie |

- "Finding primary resources for modern British history" Arkiveret 2. april 2012 hos  Wayback Machine
- Connected Histories Arkiveret 15. oktober 2017 hos  Wayback Machine
- Letters of the Kings of England, now first collected from the originals in royal archives, and from other authentic sources, private as well as public by J O Halliwell-Phillipps, London, H. Colburn, 1846. vol. 1 Arkiveret 27. august 2016 hos  Wayback Machine — Google Books

50°N 0°Ø / 50°N 0°Ø